# Strücklingen
Strücklingen (saterfriesisch: Strukelje) ist der nördlichste Gemeindeteil der Gemeinde Saterland im Norden des Landkreises Cloppenburg.

## Nachbarorte
Strücklingen grenzt an die Gemeinden Ostrhauderfehn (Landkreis Leer) im Westen, der Samtgemeinde Jümme (Landkreis Leer) im Norden und der Gemeinde Barßel (Landkreis Cloppenburg) im Osten. Im Süden grenzt Strücklingen an den Gemeindeteil Ramsloh.

## Geschichte
Am 16. März 1998 bekam der Ort bundesweite Aufmerksamkeit infolge der Ermordung der damals 11-jährigen Schülerin Christina Nytsch durch den Sexualstraftäter Ronny Rieken.

## Gliederung
Bauerschaften und Ortsteile:
- Strücklingen-Ort
- Bollingen I
- Bollingen II
- Utende
- Wittensand
- Bokelesch

## Wappen
| | Blasonierung: „In Rot auf einem goldenen (gelben), mit einem schwarzkarierten Kissen bedeckten Thronsessel eine sitzende, jugendlich gelockte Königsfigur (Karolus Rex) in goldenen (gelben) Gewand, goldenem (gelbem) Überwurf mit blauem Verschluss und blauen Schuhen mit roten Beschlägen; in der linken Hand ein goldenes (gelbes) Lilienzepter, in der erhobenen Rechten ein goldener (gelber) Reichsapfel; unter dem rechten Unterarm ein kleiner goldener (gelber) Schild, darin ein schwarzer Doppeladler in Gold (Gelb).“ |
| Wappenbegründung: Das am 16. September 1954 vom Niedersächsischen Minister des Innern verliehene Wappen ist abgeleitet vom mittelalterlichen Landessiegel des Saterlandes. Das Wappen zeigt Karl den Großen (carolus magnus), der den Friesen der Legende nach ihre weitreichenden Freiheitsrechte zugesichert hatte. Alle drei ehemaligen Gemeinden des Saterlandes führen ähnliche Wappen, die Karl den Großen zeigen und erinnern somit an die gemeinsame Verwaltungstradition. | |